# Světový pohár v biatlonu 2021/2022 – Östersund
1. podnik Světového poháru v biatlonu v sezóně 2021/2022 probíhal  od 26. do 28. listopadu 2021 ve švédském Östersundu. Na programu byly mužské a ženské vytrvalostní závody a sprinty.
Naposledy se zde závodilo v březnu 2021 v rámci poslední zastávky světového poháru. Vzhledem k tomu, že na tento podnik následující týden navazují závody na stejném stadionu, poprvé v historii se uskutečnila tři kola nejvyšší biatlonové soutěže na stejném místě.
Úvodní podnik ročníku se měl původně odehrávat ve finském Kontiolahti. V létě 2021 však došlo k zrušení podniku v běloruském Raubiči pro běloruské nepokoje, jehož místo v přelomu února a března zaujalo právě Kontiolahti, a Östersund získal zahajující podnik.
Světového poháru se zde po téměř dvou letech zúčastnili i čínští biatlonisté a biatlonistky, kteří celý předcházející ročník vynechali kvůli cestovatelským omezením při pandemii koronaviru. Poprvé od Mistrovství světa 2020 probíhaly závody světového poháru s diváckým publikem.
Čeští trenéři měli v tomto ročníku v ženské i mužské kategorii možnost nominovat pět závodníků. Podle přípravných závodů v norském Sjusjøenu vybrali mezi ženami kromě Markéty Davidové a Lucie Charvátové, které si účast zajistily tréninkovými výkony už dříve, ještě Evu Puskarčíkovou, Jessicu Jislovou a Terezu Vinklárkovou. V mužích se k Michalu Krčmářovi, Mikuláši Karlíkovi a Jakubovi Štvrteckému přidali ještě Vítězslav Hornig a Adam Václavík.

## Program závodů
Oficiální program:
| Datum         | Disciplína                | Začátek (SEČ) | Počet závodníků |
| ------------- | ------------------------- | ------------- | --------------- |
| 27. listopadu | Vytrvalostní závod (ženy) | 11:45         | 114             |
| 27. listopadu | Vytrvalostní závod (muži) | 15:00         | 114             |
| 28. listopadu | Sprint (ženy)             | 11:00         | 113             |
| 28. listopadu | Sprint (muži)             | 13:45         | 117             |

## Průběh závodů

### Vytrvalostní závody
V závodu žen favoritky chybovaly. Obhájkyně celkového vítězství Norka Tiril Eckhoffová udělala na střelnici celkem pět chyb a obsadila až 30. místo. Neuspěly ani domácí Švédky, když všechny netrefily alespoň po dvou terčích; olympijská vítězka z této disciplíny Hanna Öbergová chybovala sedmkrát a dojela mimo první sedmdesátku. Její sestra Elvira se dopustila pěti chyb, díky absolutně nejrychlejšímu běhu však skončila osmnáctá. Nejlepší Švédkou byla jedenáctá Mona Brorssonová. Ze začátku závodu dominovaly Ruska Uljana Nigmatullinová a Kanaďanka Emma Lunderová, které udělaly obě po jedné chybě a jejich vzájemný souboj vyhrála o pouhou sekundu Nigmatullinová. Později však dojela do cíle obhájkyně vítězství disciplíny Rakušanka Lisa Hauserová, která po jedné chybě, avšak s rychlejším během, porazila obě ženy o více než půl minuty. Nedokázala ji porazit ani další žena s jedinou chybou, Němka Denise Herrmannová. Jako první se podařilo odstřílet bez chyby úřadující mistryni světa Markétě Davidové, která porazila Hauserovou o více než minutu. Protože se poté již nikomu nepodařilo zkombinovat rychlejší běh a čistou střelbu, pořadí na stupních vítězů se tak nezměnilo. Poprvé do první desítky pronikla Ruska Krstina Recovová. Nejlepší norskou reprezentantkou se stala překvapivě sedmá Emilie Kalkenbergová. Střelecky bezchybný závod předvedla i Němka Anna Weidelová, která 9. místem vylepšila své kariérní maximum. Další dvě biatlonistky bez střelecké chyby – Čang Jan a Kadri Lethlová – nestačily běžecky a skončily na 16., respektive 46. místě. Naopak nejvíce chyb předvedla Ruska Irina Kazakevičová, která netrefila hned deset terčů. 
Davidová si nechtěla připustit chválu, své třetí vítězství ve světovém poháru komentovala slovy, že se jí „závod povedl, první závody však nejsou pro sezonu podstatné“. Druhou nejlepší Češkou se stala Lucie Charvátová. Postupně sice udělala čtyři chyby, což jí stačilo na 33. místo, sama však byla s výsledkem spokojena. Další reprezentantky Jessica Jislová, Tereza Vinklárková a Eva Puskarčíková vinou chyb i pomalejšího běhu skončily na přelomu 6. a 7. desítky.
V závodě mužů startoval obhájce celkového vítězství Nor Johannes Thingnes Bø s číslem 2. Udělal dvě chyby, díky dobrému běhu se však držel dlouho v popředí. Jeho bratr Tarjei sice chyboval také dvakrát, běžel však rychleji a celkově bratra porazil. Podobně jako v závodě žen se zde stal vítězem mistr světa z této disciplíny Sturla Holm Laegreid, který stejně jako Davidová neudělal ani jednu chybu, a i přes pomalejší běh dojel do cíle jako první. O útok na vítězství se pokusil Francouz Simon Desthieux, který však na poslední položce nezasáhl jeden terč a do cíle dorazil jako třetí. Poslední adept na vítězství, Vetle Sjåstad Christiansen, udělal na poslední střelbě tři chyby a propadl se tak až na 17. místo. Další bezchybní střelci Kanaďan Scott Gow, Nor startující teprve ve třetím závodě světového poháru Sivert Guttorm Bakken a Japonec Cukasa Kobonoki zaznamenali svá první umístění v první desítce, když skončili na 4., 6. a 9. místě.
 Nejlepším Čechem se stal Michal Krčmář. Dobře běžel a z patnácti ran udělal jen jednu chybu, takže až do poslední střelby bojoval dokonce o stupně vítězů. Na závěrečné položce však přidal dvě chyby a propadl se na 21. místo. Poslední střelba se nepovedla také Jakubovi Štvrteckému, který se do té doby držel na bodovaných pozicích, po dalších dvou chybách ale skončil na 50. místě. Vítězslav Hornig sice střílel z Čechů nejlépe, ale dosáhl až 109. běžeckého času a skončil 78. Další Češi, Adam Václavík a Mikuláš Karlík, pak udělali sedm, respektive devět chyb a dojeli na konci první stovky.

### Sprinty
Vítězkou prvního sprintu sezóny se stala domácí Hanna Öbergová, která napravila sobotní zaváhání, když v závodě zasáhla všechny terče oproti sedmi chybám z vytrvalostního závodu. K suverénní střelbě přidala třetí nejlepší běžecký čas a pošesté si dojela pro vítězství v závodu světového poháru. Rychleji běžely jenom dvě závodnice – absolutně nejrychlejší byla opět Elvira Öbergová, která ale po dvou chybách skončila osmá, a Marte Røiselandová, která si dojela s jedním netrefeným terčem pro třetí místo. Stříbro získala Anaïs Chevalierová-Bouchetová reprezentující Francii. V první desítce se umístily i dvě běloruské závodnice – Dzinara Alimbekavová a Hanna Solová. Češkám se v závodě dařilo – celkem tři se umístily v první dvacítce a čtyři na bodovaných pozicích. Eva Puskarčíková ani jednou nechybovala a po solidním běhu se dlouho držela v první desítce, ze které ji na konci závodu odsunula Norka Ida Lienová. Puskarčíková přesto zajela svůj nejlepší individuální výsledek od února 2020, kdy na mistrovství světa skončila ve vytrvalostním závodě desátá. Markéta Davidová, závodící ve žlutomodrém trikotu pro vedoucí závodnici světového poháru a nejlepší biatlonistku do 25 let, střílela s jednou chybou, vinou netradičně pomalého běhu obsadila 15. příčku. Jessica Jislová i Tereza Vinklárková zasáhly všechny terče a obsadily 18., resp. 29. místo. Naopak Lucie Charvátová vstoje třikrát minula a v cíli jí tak patřilo umístění mimo první padesátku. Davidová i přes výsledek mimo první desítku udržela vedení v celkovém hodnocení světového poháru.
K umístění na stupních vítězů v mužském sprintu bylo potřeba střílet bezchybně. Podobně jako v ženské části se radoval švédský závodník, který v úvodním závodě nepředvedl dobrou střelbu – Sebastian Samuelsson. Ani jednou nechyboval a měl nejrychlejší běžecký čas, díky čemuž podruhé v kariéře vystoupil na nejvyšší stupeň v individuálním závodě. Na druhém místě se dlouho udržoval Nor Johannes Thingnes Bø, který rovněž nechyboval. S vysokým startovním číslem jej předstihl jeho krajan Vetle Sjåstad Christiansen o  pouhé čtyři desetiny sekundy. V první desítce dojeli i tři nejlepší závodníci předcházejícího ročníku IBU Cupu – Philipp Nawrath na šestém, Sivert Guttorm Bakken na osmém a Filip Fjeld Andersen na devátém místě. Naopak vedoucí závodník Sturla Holm Laegreid, který netrefil pouze jeden terč, skončil vinou pomalého běhu až na 38. místě a přišel o žlutý trikot, o který se po závodě dělili Bø a Francouz Desthieux. Uspěli i další Francouzi, kteří měli díky Desthieuxovi, Emilienu Jacquelinovi a Fabienu Claudovi trojnásobné umístění mezi nejlepšími deseti závodníky.
 Čechům se v závodě nedařilo. Jediný Jakub Štvrtecký dojel navzdory jedné chybě na bodované pozici, když 27. místem zaznamenal třetí nejlepší závod dosavadní kariéry. Michal Krčmář chyboval třikrát a skončil na 63. pozici, Mikuláš Karlík nesestřelil dokonce pět terčů a umístil se na konci první stovky. Mimo ni skončili Adam Václavík i Vítězslav Hornig.

## Umístění na stupních vítězů

### Muži
| Disciplína                 | První místo          | Výkon             | Druhé místo                | Výkon             | Třetí místo          | Výkon             |
| Vytrvalostní závod (20 km) | Sturla Holm Laegreid | 51:04,0 (0+0+0+0) | Tarjei Bø                  | 52:03,2 (0+1+0+1) | Simon Desthieux      | 52:04,6 (0+1+0+1) |
| Sprint (10 km)             | Sebastian Samuelsson | 22:33,5 (0+0)     | Vetle Sjåstad Christiansen | 22:45,3 (0+0)     | Johannes Thingnes Bø | 22:45,7 (0+0)     |

### Ženy
| Disciplína                 | První místo      | Výkon             | Druhé místo                   | Výkon             | Třetí místo        | Výkon             |
| Vytrvalostní závod (15 km) | Markéta Davidová | 42:43,5 (0+0+0+0) | Lisa Hauserová                | 44:01,2 (0+0+0+1) | Denise Herrmannová | 44:06,5 (0+1+0+0) |
| Sprint (7,5 km)            | Hanna Öbergová   | 19:01,5 (0+0)     | Anaïs Chevalierová-Bouchetová | 19:12,8 (0+0)     | Marte Røiselandová | 19:16,9 (0+1)     |

## Pořadí zemí
| Pořadí | Země     | 1. místo | 2. místo | 3. místo | Celkově |
| ------ | -------- | -------- | -------- | -------- | ------- |
| 1.     | Švédsko  | 2        | 0        | 0        | 2       |
| 2.     | Norsko   | 1        | 2        | 2        | 5       |
| 3.     | Česko    | 1        | 0        | 0        | 1       |
| 4.     | Francie  | 0        | 1        | 1        | 2       |
| 5.     | Rakousko | 0        | 1        | 0        | 1       |
| 6.     | Německo  | 0        | 0        | 1        | 1       |
|        | Celkem   | 4        | 4        | 4        | 12      |